# Dolní Podluží
Dolní Podluží – gmina w Czechach, w powiecie Děčín, w kraju usteckim. Według danych z dnia 1 stycznia 2013 liczyła 1 199 mieszkańców.